# Patiala
Patiala fou un estat tributari protegit, el principal dels estats phulkians al Panjab. El seu territori estava barrejat amb enclavaments de Nabha, Jhind i Maler Kotla (alguns formats només per un poble) i també pels districtes britànics de Ludhiana, Ferozepore i Karnal, i d'altra banda diversos exclavaments (pobles o grups de pobles) quedaven fora dels seus límits naturals enclavats en territoris veïns. El territori estava format per tres parts i els petits enclavaments: la part principal estava formada per la plana a l'oest del Jumna i sud del Sutlej, formant el nizamat de Karmgarh; un altre tros estava a les muntanyes Siwalik formant el nizamant de Pinjaur; i el tercer tros a les muntanyes Simla i taluka de Narnaul que formava el nizamat de Mohindargarh, a l'extrem sud-est al límit amb Jaipur i Alwar.

## Geografia
El riu principal de l'estat era el Ghaggar i la resta eren torrents estacionals com el Sirhind, el Jhambowali Choi i el Patialewali Nadi (que passa per la ciutat de Patiala). La capital Patiala fou afectada per inundacions greus el 1852, 1887 i 1888, però després s'hi van fer obres que van arranjar la situació.

## Població
L'estat incloïa 14 ciutats i 3.580 pobles. la població era:
- 1881: 1.467.433
- 1891: 1.583.521
- 1901: 1.596.692
- 1931: 1.625.000

Les ciutats principals eren Patiala (la capital), Narnaul, Basi, Govindgarh o Bhatinda, Samana, Sunam, Mohindargarh o Kanaud, Sanaur, Bhadaur, Barnala, Banur, Pail, Sirhind i Hadiava. Patiala fou constituïda en municipalitat el 1904 i Narnaul el 1906. Patiala era la capital de l'estat i també d'un tahsil (també anomenat Chaurasi) al nizamat de Karmgarh amb 707 km² i població el 1901 de 121.224 habitants, format per les ciutats de Patiala i Sanaur i 197 pobles.
El 55% de la població era hindú, els sikhs eren el 22%, i la resta musulmans (3000 jains). La llengua general era el panjabi (88%). La casta més important eren els jats, seguits de rajputs, ahirs, gujars, arains, kambohs, bramans, faquirs, chamars, chuhres, tarkhans i altres.

## Administració
Administrativament estava format per cinc nizamats: 
- Karmgarh (capital Bhawanigarh)
- Pinjaur (capital Basi)
- Amargarh (capital Barnala)
- Anahadgarh (capital Rajpura)
- Mohindargarh (capital Kanaud)

## Història
L'establiment del misl (confereació) sikh a la zona data de 1627. Un cap rural local, Mohan Singh, lluitava contra els seus veïns bhullars i dhaliwals que volien evitar l'establiment de Mohan que era un seguidor del guru Har Gobind, a la zona. Però bhullars i dhaliwals foren derrotats amb el suport del guru i Mohan es va establir al poble de Meharaj el 1627. El 1631 va lluitar contra els mogols a la batalla de Mehraj sempre al costat de Guru Hargobind. Mohan i el seu fill gran Rup Chand foren finalment morts en lluita contra els rajputs bhattis. Kala, segon fill de Moham el va succeir com a regent dels fills de Rup Chand, Phul i Sandali. Quan Kala va morir, Phul va crear el seu propi poble (anomenat Phul) a uns 8 km de Meharaj, beneït pels gurus sikhs (1663). Nabha i Jhind foren creats per descendents de Phul i per això foren anomenats estats phulkians. L'estat dels phulkians fou un dels primers regnes sikhs a formar-se i la dinastia va agafar el nom de l'ancestre. Un fill de Phul, de nom Chota Ram Singh fou beneït pel guru Gobind Singh. El seu fill Ala Singh va assolir el poder el 1714 quan Banda Bahadur estava ocupat en una ferotge lluita contra elss mogols. Mercès a l'ajut del seu general Gurbaksh Singh Kaleka, Ala Singh, es va crear un principat independent basat en un zamindar de 30 pobles a Barnala, i aquest principat sota els seus successors es va convertir en un gran estat. El 1761 va combatre els marathes a la tercera batalla de Panipat aliat dels afganesos.
La història pròpia comença el 29 de març 1761 quan Ahmad Shah Durrani de l'Afganistan va confiar el títol de raja a Ala Singh, el senyor local de Barnala. El 1763 els sikhs van conquerir Sirhind a Ahmad Shah i es van repartir l'antiga província mogol de Sirhind. En aquest repartiment Sirhind (ciutat) i rodalia van anar a mans de Raja Ala Singh. Ala Singh va fundar el fort de Kila Mubarak a Patiala, entorn del qual va créixer la ciutat.
Ala Singh va morir el 7 d'agost de 1765. Tenia tres fills mascles: Rajkumar Bhumla Singh (que havia mort vers 1743 deixant una sola filla (Bibi Rajindar Kaur), Rajkumar Sardul Singh, mort el 1753, i Rajkumar Lal Singh (mort sense fills). Sardul Singh va deixar dos fills: Amar Singh i Himmat Singh i el primer d'aquestos fou el successor. Himmat Sing, també reclamava el tron i després d'un temps de conflicte va ser reconegut amb la possessió de la pargana de Bhawanigarh que va conservar fins a la seva mort el 1774.
L'any següent Raja Amar Singh va conquerir Pail i Isru de Maler Kotla, encara que la segona plaça fou entregada a Jassa Singh Ahluwalia. El 1767 Amar Singh es va trobar a Ahmad Shah Durrani en la seva darrera invasió de l'Índia a Karabawana i va rebre el títol de Raja-i-Rajgan. Després de la sortida d'Ahmad Shah, el raja Amar Singh va ocupar Tibba a Maler Kotla, i va obligar els fills de Jamal Khan a signar la pau que va ser respectada durant molts anys.
Llavors va enviar un exèrcit sota el seu general Bakhshi Lakhna per ocupar Pinjaur, que havia estat ocupada per Gharib Das de Mani Majra, i la va conquerir amb l'ajut dels rages d'Hindur, Kahlur i Sirmoor. Llavors va envair el territori de Kot Kapura, però havent mort el seu cap, Jodh, en una emboscada, es va retirar sense posteriors atacs. La següent expedició fou contra els bhattis, amb poc èxit i la direcció de la campanya fou encomanada al sobirà de Nabha, mentre Amar Singh girava les seves armes contra la fortalesa de Govindgarh, que dominava la ciutat de Bhatinda. Després d'una llarga lluita fou ocupada el 1771 i poc després Himmat Singh va aprofitar una oportunitat i es va apoderar de Patiala, però després la va haver de rendir i va morir el 1774.
En aquest any va esclatar un conflicte entre Jhind i Nabha, que va acabar amb l'adquisició de Sangrur per Jhind (que la va arrabassar a Nabha). Amar Singh va intervenir per evitar que Jhind conservés també Aniloh i Bhadson. Amar Singh va procedir contra Saifabad, una fortalesa a només 6 km de Patiala, que va conquerir amb ajut de Sirmoor; a canvi d'aquest ajut Amar Singh va visitar el principat i va ajudar al seu sobirà Jagat Parkash a reprimir una revolta local. En una nova campanya contra els bhattis va derrotar els seus caps a Begran, va conquerir Fatehabad i Sirsa, i va atacar Rania, però fou cridat a repel·lir un atac a Jhind del governador musulmà d'Hansi; amb aquest propòsit va enviar al seu ministre Nanu Mai, amb una força important que després de derrotar el governador d'Hansi va assaltar Hansi i Hissar; Rania va caure poc després. El govern mogol sota el ministre Najaf Khan, va fer un darrer intent de recuperar aquestos districtes i al front de les tropes imperials va ocupar Karnal i part del Rohtak; el raja de Patiala, tot i que ajudat per Zabita Khan Rohilla, va trobar a Najaf Khan a Jhind, i amigablement va entregar Hansi, Hissar i Rohtak, conservant Fatehabad, Rania i Sirsa com a feus imperials.
El 1777 Amar Singh va atacar les regions de Faridkot i Kot Kapura però sense intentar annexionar-les i en els seus nous territoris va apujar les taxes al màxim. El 1778 va assolar el territori de Mani Majra i va sotmetre a Gharib Das. Llavors va marxar a Sialba on fou derrotat greument pel cap local i una coalició sikh; per recuperar-se d'aquest desastre Amar Singh va formar una poderosa aliança, va subornar a les tropes de Sialba a les que va prometre una gran paga, i finalment es va assegurar la submissió del cap sense lluita. El 1779 les forces mogols van marxar contra Karnal, aliades a Desu Singh, Bhai de Kaithal, que esperava ajut mogol per derrotar a Patiala; però el cap mogol va trobar més profitós i segur saquejar el Bhai i llavors els sikhs es van unir per oposar-se a la seva progressió; els mogols van arribar a Kuhram, però després es van retirar per temor a la unió de forces més poderoses en la seva contra.
Amar Sing va morir d'hidropesia el 5 de febrer de 1781 i el va succeir el seu fill Sahib Singh, encara infant (6 anys). El ministre Nuni Mai, un agarwal bània de Sunam, va assolir la direcció dels afers amb títol de wazir i va fer front a tres rebel·lions dirigides per parents del sobirà. El 1783 hi va haver una gran fam que va desorganitzar l'estat. Nanu Mai es va veure obligar a cridar als marathes que el van ajudar a recuperar Banur i altres llocs, però el 1788 el van fer xantatge i el 1790, encara que Nanu havia estat efectiu en la lluita contra diversos enemics no va poder evitar la marxa maratha a Suhlar, a 3 km de Patiala; Saifabad va quedar en mans marathes i Nanu Mai va caure del poder, i amb ell Rani Rajindar, cosina d'Amar Singh, una dona de gran habilitat i principal suport de Nanu (Rani Rajindar va morir el 1791) que havia aconseguit la retirada dels marathes i havia visitat Muttra per negociar la pau amb el mateix Madhav Rao I Scindia.
Sahib Singh, ara amb 14 anys, va agafar les regnes del poder nomenant la seva germana Sahib Kaur com a ministre en cap. Els 1794 els maraathes van avançar cap a Patiala però Sahib Kaur la va defensar i els va expulsar cap a Karnal. El mateix any Bedi Sahib Singh va atacar Maler Kotla i la seva retirada va haver de ser comprada. El 1798 Bedi Sahib Singh va atacar Raikot, i encara que oposat pels caps phulkians va obligar al seu cap a demanar ajut a George Thomas d'Haryana que va avançar per Ludhiana on Bedi havia assetjat el fort i el va obligar a aixecar el setge. Thomas es va retirarr a Hansi, però aprofitant l'absència dels caps sikhs a Lahore, on s'havien concentrat per oposar-se a la invasió de Shah Zaman, va avançar de nou i va assetjar Jhind. Els altres caps phulkians van accelerar l'ajut a Jhind i van obligar a Thomas a aixecar el setge, però finalment foren derrotats per l'irlandès. Llavors van fer les paus amb aquest que d'altra banda volia posar als phulkians al seu costat per lluitar contra els marathes. Llavors Sahib Singh es va enfrontar a la seva germana que fou separada del poder i va morir poc després (1801) ja sense cap influència. Thomas va renovar els seus atacs a Jhind i els caps phulkians es van unir contra ell; Thomas va enviar Patiala i va saquejar Bhawanigarh, però finalment es va acordar la pau el 1801 i altre cop l'irlandès es va retirar a Hansi; els caps del Cis-Sutlej van enviar una ambaixada al general Perron a Delhi, demanant ajut i Thomas fou finalment derrotat pels marathes.
Llavors van aparèixer en escena els britànics; els caps phulkians que s'havien salvat de Thomas amb l'ajut maratha, no estaven disposats ara a separar-se de la seva aliança i van romandre neutrals en les operacions que es van fer a l'entorn de Delhi el 1803 i 1804. Jaswant I Rao Holkar fou rebut amistosament a Patiala però després de la derrota maratha a Dig no va poder obtenir assistència de Sahib Singh. Jaswant I va fugir a Amritsar el 1805 i el conflicte entre Sahib Singh i la seva dona, latent durant un temps, van arribar al punt més alt i la rani va atacar Nabha i Jhind. Aquestos estats llavors van demanar la intervenció de Ranjit Singh de Lahore, que va creuar el Sutlej el 1806. Ranjit Singh va fer poc per arranjar les diferències domèstiques a Patiala però va privar a les vídues del cap de Raikot de molts pobles; Patiala no obstant no va rebre res d'aquests despulles i a la sortida de Ranjit del país el conflicte entre Sahib Singh i la seva dona es va renovar; el 1807 Ranjit va retornar a Patiala i va concedir a aquest estat Banur i altres districtes a la rani amb una renda de 50.000 rúpies a l'any, i després va anar a Naraingarh.
Ja estava clar pels sobirans del Cis-Sutlej que havien de triar entre l'absorció per Ranjit Singh o pels britànics. Aquestos semblava que oferien més autonomia i el 1808 els governs de Patiala, Jhind i Kaithal van fer obertures al resident a Delhi però cap promesa de protecció els fou oferta; però l'abril de 1809 el tractat amb Ranjit Singh va garantir el Cis-Sutlej de posteriors agressions per part del raja sikh, i una setmana després els britànics van proclamar la protecció sobre el Cis-Sutlej, que es va estendre també a altres llocs. Els estats tindrien autoritat plena dins les seves pròpies possessions. El 1811 es va haver de fer una segona proclamació britànica per a protegir els caps del Cis-Sutlej un de l'altra; mentre conflictes interns van produir la intervenció de l'agent britànic que va instal·lar a la maharani Aus Kaur com a regent i única autoritat. Va governar amb eficàcia i habilitat fins a la mort del maharajà Sahib Singh el 1813. Va pujar al tron el seu fill (i fill d'Aus Kaur) Karam Singh, que inicialment va estar sota forta influència de la mare i del ministre d'aquesta Naunidhrai, conegut com Missar Naudha. El 1814 va esclatar la Guerra Gurkha o Anglo-gurkha i un contingent de Patiala va servir sota les ordes del coronel Ochterlony; en agraïment pels serveis els britànics van concedir a l'estat sis parganes a les muntanyes Simla amb l'únic tribut del pagament d'una nazarana de 280.000 rúpies (un pagament cada vegada que canviava el sobirà).
El govern de Karam va estar ple de disputes; després d'un tenps dota influència de la seva mare s'hi va enfrontar; més tard es va enfrontar al seu germà petit Ajit Singh; el conflicte fronterer d'Haryana va reclamar la seva atenció; els britànics havien completat la submissió dels bhattis de Bhattiana el 1818 però el país havia quedar sense una administració efectiva i Patiala es va començar a apoderar del territori una mica cada any fins al 1835 en què els seus colons estaven ja fermament establerts; llavors els britànics van dirigir la seva atenció a la zona i van demanar la retirada al raja, que va refusar les reclamacions que els anglesos feien, refusant un arbitratge; els britànics van transferir un territori de l'estat de Patiala de més de 150 km de llarg i entre 15 i 30 d'ample a domini directe i el raja va protestar enèrgicament; tot i així el 1845, quan es van desenvolupar hostilitats entre britànics i sikhs, Karam Singh de Patiala va refermar la seva lleialtat als britànics però va morir el 23 de desembre de 1845 l'endemà de la batalla de Ferozeshah, i el va succeir el seu fill Narindar Singh de 23 anys. el maharajà de Patiala va continuar afavorint als britànics tot i que les seves simpaties personals estaven amb els sikhs; va proveir subministrament i transport a més d'un contingent de soldats; al final de la guerra fou recompensat amb alguns territoris arrabassats al raja de Nabha. En ocasió de la visita de Lord Hardinge a Patiala el raja va declarar abolides les taxes de duana. Finalment el conflicte fronterer es va negociar i el 1856 es va arribar a una solució i foren entregats a Patiala 41 pobles.
El 1857 Patiala va tornar a mostrar la seva lleialtat amb els britànics; considerat el cap dels sikhs, si el maharajà hagués mostrar símptomes de deslleialtat podia haver arrossegat molta gent al bàndol rebel. El mateix dia que va saber la revolta va agafar les seves tropes i es va dirigir a Ambala; va oferir als britànics subministraments i transports i va netejar les rutes; va fer un donatiu de 5 lakhs al govern i es va comprometre a doblar la quantitat. Les seves tropes van servir lleialment a tota la campanya. Al final del motí Patiala va rebre la regió de Narnaul (al territori de Jhajjar), jurisdicció sobre Bhadaur, i l'edifici de Delhi que havia pertangut anteriorment a la Begum Zinat Mahal; també li foren augmentats els títols i honors; com que les rendes de Narnaul es van demostrar inferior al previst va demanar més territoris i li foren concedits parts de Kanaud i Buddhuana, al Jhajjar. El 1860 li van ser transferides algunes poblacions de la comarca de Khamanon.
El 1858 els caps phulkians s'havien unit per obtenir concessions dels britànics entre els quals el dret d'adopció que finalment fou condedit el 1862. En canvi el poder de pena de mort que havia estat retirat el 1847, però exercit de facto durant el motí, i del que es demanava la restitució, no fou mai formalment restaurat.
Maharaja Narindar Singh va morir el 13 de novembre de 1862 amb 39 anys. Fou un governant il·lustrat i un bon guerrer. Fou un dels primers indis a ser nomenat cavaller de l'orde de l'estrella de l'Índia i fou membre del consell legislatiu indi en el virregnat de Lord Canning. El va succeir el seu únic fill mascle Mahendra o Mohindar Singh, de 10 anys. Es va nomenar un consell de regència fins als 18 anys quan va assolir el poder (1870); el 1871 fou nomenat comanador cavaller de l'orde de l'Estrella de l'Índia, però el maharajà va morir sobtadament el 18 d'abril de 1876; durant el seu regnat es va construir el canal de Sirhind que no fou obert fins al 1882.
El va succeir el seu fill Maharaja Rajindar Singh (o Rajendra Singh) que tenia només 4 anys. Es va nomenar un consell de regència que va dirigir el país fins al 1890, format per tres oficials sota presidència de Sardar Sir Dewa Singh. El 1879 un contingent de l'estat de 1.100 homes va lluitar a l'Afganistan i pels seus serveis el maharajà va rebre algunes exempcions; va participar també a l'expedició de Tirah el 1897. El 1900 el govern britànic va decidir crear un agent pels estats phulkians amb seu a Patiala i autoritat sobre Jhind i Nabha (poc després hi fou inclòs l'estat de Bahawalpur).
Rajindar Singh va morir el 8 de novembre de 1900 i altre cop es va formar un consell de regència en nom del fill Bhupindar Singh o Bupendra Singh, de 9 anys que va gaudir de salutació de 17 canonades augmentada més tard a 19. Va morir d'un atac de cor el 22 de març de 1938. El darrer maharajà fou el seu fill Yadavindra Singh que fou el primer príncep indi que va signar el document d'accessió el 1947. Va accedir a l'Índia el 20 d'agost de 1948 i fou nomenat rajpramukh de l'entitat anomenada Patiala and East Punjab States Union coneguda com a PEPSU, d'ençà que es va fundar el 1948 fins que es va fusionar al Panjab el 1956. Va morir el 1974. i el títol nobiliari va passar al seu fill Amarinder Singh.

## Arqueologia
- Temples de Xiva a Kalait, segle XI
- Pinjaur, antiga població amb temples de Devi i Baijnath, i els jardins de Fidai Khan (germà adoptiu d'Aurangzeb)
- Sunam amb antiga mesquita
- Sirhind, on Bahlul Shah Lodi va agafar el títol de sultà el 1451 i on fou enterrada la seva filla el 1497 en una tomba que encara existeix. També hi fou enterrat Shah Zaman, emir de Kabul.
- Narnaulk amb la tomba d'Ibrahim Shah erigida pel seu net l'emperador Sher Shah Suri (1540-1545)
- Bhatinda amb un antic i notable fort
- Forts de Patiala i de Bahadurgarh (prop de Patiala)

## Govern
Per part dels britànics hi hjavia un agent polític representant del tinent governador del Panjab.
L'autoritat de l'estat estava en mans del maharajà. Durant la seva minoria es creava un consell de regència de tres membres. Al darrers any va tenir un primer ministre (Gurdial Singh Narika) amb les funcions abans en mans del diwan.
Els dapartaments de l'estat eren quatre: 
- Finances o Diwan-i-Mal, dirigit pel diwan o ministre en cap
- Exteriors o Munshi Khana, sota el Mir Munshi
- Justicia o Sadr Adalat, sota el Adalati
- Militar o Bakhshi Khana sota el Bakhshi o comandant en cap

Hi havia una cort suprema.
Els nizamats estaven sota un nazim cadascun amb dos o tres naib-nazims com ajudants i un tahsildar en cada tahsil.

## Feudataris
- Sardars of Bhadaur, amb un jagir de 70.000 rúpies de renda, goivernat per una branca Phulkiana que el 1901 estava dividida en sis subbranques (a més a més hi havia algunes assignacions a les vídues de les branques exingides). El 1855 la reclamació de Patiala de considerar Bhadaur com a estat feudatari de Patiala fou refusada pel govern britànic que va assolir la jurisdicció però el 1858 li fou retornat pels serveis en el motí.

- Jagirdars de Khamanon amb renda de 90.000 rúpies. Encara que Patiala exerceis la sobirania els britànics i tenen reservats alguns drets de reclutament i serveis militars. El 1847 es va plantejar posar els pobles sota jurisdicció directe britànica però encara no s'havia fet quan va esclatar el motí i el 1860 el govern britànic va transferir tots els drets a Patiala a canvi d'un tribut de nazarana.

- Jagirdars de Pail amb una renda de 18.000 rúpies.

- Alguns petits jagirs sense importància.

## Monedes i segells
El dret d'encuynyar moneda fou conferit a Amar Singh per Ahmad Shah Durrani el 1767 però no es van encunyar peces de coure, i només el raja Narindar Singh va encunyar peces de 8 anna i 4 anna; no obnstant si es van fer peces d'or anomenades ashrafis fins al 1895 quan la ceca fou clausurada i es va instaurar la moneda de l'Índia Britànica. La rúpia de Patiala era coneguda com a rúpia rajashahi i era més lleugera que la britànica encara que tenia la mateixa plata. També van circular unes rúpies anomenades nanakshahi que eren per ceromònies religioses als festivals de Dasahra i Diwali i que van subsistir fins al segle XX.
Es van emetre segells fiscals el 1906 i del 1934 al 1949 i segells de taxa de telèfon del 1900 al 1949.

## Exèrcit i policia
El 1903 la policia estava formada per 1.973 homes de tots els ranks, i la policia rural per 2.775 homes. Les estacions de policia eren 42, a més de 17 posicions de control a la carretera. Estava dirigida per un inspector general. Hi havia una preso a Patiala i una a Mohindargarh.
Les forces miloitars del servei imperial estaven formats per un regiment de cavalleria i dos batallons d'infanteria. Les tropes locals consistien en un regiment de cavalleria, dos batallons d'infanteria, i una baterai d'artilleria amb 8 canons (en total l'estat tenia 15 canons en servei). El total de militars era de 3.429 homes incloent oficials.

Bandera

## Bandera
La bandera era rectangular de proporcions 1:2 o similar. Estava formada per set franges horitzontal iguals que de dalt a baix tenien els colors vermell, verd, groc, vermell, groc, verd i vermell.

## Llista de Rages
- Ala Singh 1761 - 1765
- Amar Singh 1765 - 1781
- Sahib Singh 1781 - 1813 (Maharaja-i-Rajgan el 1810)
- Karam Singh 1813 - 1845 
  - Maharani Aus Kaur, rgent 1813-1823
- Narendra Singh 1845 - 1862
- Mohendra Singh 1862 - 1876
- Rajendra Singh 1876 - 1900
- Bhupindra Singh 1900 - 1938
- Yadavindra Singh 1938 - 1948 (+1974)